# Dorota Nvotová
Pour les articles homonymes, voir Nvotová.
Dorota Nvotová, née le 27 octobre 1982 à Považská Bystrica (Tchécoslovaquie), est une chanteuse, actrice et journaliste slovaque.

## Biographie
Dorota Nvotová naît de l'actrice Anna Šišková (en) et du musicien Jaroslav Filip (en). Elle vit actuellement alternativement en Slovaquie et au Népal, où elle dirige des expéditions de randonnée pour les touristes.
Nvotová travaille pour le journal .týždeň (en) et vit actuellement alternativement en Slovaquie et au Népal, où elle dirige des expéditions de randonnée pour les touristes.

## Discographie
- Overground (2002)
- Dorota Nvotová (2004)
- Sila vzlyku (2008)
- Just! (2012)
- More (2018)

## Filmographie partielle
- 1996 : Prásky na spanie (téléfilm)
- 1997 : Orbis Pictus (sk) : Terezka
- 2000 : Krajinka (sk) : Paula
- 2002 : Děvčátko : Ema
- 2002 : Perníková vez : Vera
- 2008 : Muzika (en) : Anca Prepichová
- 2008 : O zivot : Zita
- 2009 : Il caso dell'infedele Klara (it) : Sandra
- 2011 : Mrtvola musí zomriet
- 2012 : The Confidant (cs) : Maria
- 2018 : Dezo Ursiny 70

## Récompenses et distinctions
- 2003 : Festival international du film de Thessalonique : meilleure actrice pour son rôle dans Děvčátko